# مسجد الشيخ بشار
مسجد الشيخ بشار، من مساجد العراق التراثية القديمة المشهورة والتي بناها ابن غنام عام 1253هـ/1837م، وهو مسجد متقن التصميم والإنشاء، وفيه مصلى وساحة وغرف.
ويقع المسجد في جانب الكرخ من مدينة بغداد في محلة الشيخ بشار، وتقام فيهِ حالياً الصلوات الخمس، ويحوي على حرم صغير وتبلغ مساحة المسجد 100م2.